# Hasumi Kurea
Hasumi Kurea (蓮実 クレア (Liên-Thật Khắc-Lôi-Nhã) sinh ngày 3 tháng 12 năm 1991) là một nữ diễn viên khiêu dâm và từng là thần tượng áo tắm người Nhật Bản. Cô thuộc về một chi nhánh của công ty All Promotion.

## Sự nghiệp
Tháng 9/2012, cô ra mắt ngành phim khiêu dâm với tư cách là nữ diễn viên độc quyền của hãng Bi.
Tháng 7/2013, cô bắt đầu hoạt động với tư cách là vũ công thoát y ở Shinjuku New Art.
Từ tháng 1 đến tháng 8 năm 2014, cô là nữ diễn viên độc quyền của Wanz Factory.
Tháng 2/2015, cô tham gia nhóm idol gợi cảm "KÜHN" (màu đặc trưng là màu tím), vào tháng 12 cô tham gia nhóm "SEXY-J" và bắt đầu hoạt động trong nhóm.
19/12/2017, nhóm "SEXY-J" sẽ giải thể vào buổi phát trực tiếp cuối cùng tại CLUB CITTA' ở Kawasaki, Kanagawa.
Tháng 3/2018, cô nhận giải Hình ảnh xuất sắc nhất cho phim "Vợ của anh trai là vợ lẽ●thần tượng gợi cảm Hasumi Kurea" (兄嫁は中●し着エロアイドル　蓮実クレア) tại Giải thưởng truyền hình phim khiêu dâm Sky PerfecTV! 2018.
Tháng 10/2019, cô được đề cử cho GeoTV×Men's Cyzo ADULT AWARD 2019 trong hạng mục Top 1 thân hình gợi cảm. Hạng mục thứ hai là "Những con quái vật gợi cảm nhất". Cô đã nhận được giải từ GeoTV vào ngày 1/1.
Tháng 11/2018, phim "[Lần đầu trong lịch sử] Chưa có phim khiêu dâm nào như thế này cả! Hasumi Kurea đi tìm kho báu 300 triệu Yên trong Công ty Hoa Kỳ" (sản phẩm của SOD) được phát hành. Vào tháng 6/2020, hai năm sau khi nó được phát hành, nó được chọn làm "bộ phim tối thượng" trong kế hoạch của "triển lãm nghệ thuật Asahi" (do Kochi Katsutoshi chọn).
Tháng 12/2020, cô xếp thứ 31 trong bảng "FLASH 2020 BEST100 diễn viên đang hoạt động gợi cảm nhất" được bầu bằng cách lấy ý kiến độc giả. Tháng 4/2021, cô xếp thứ 11 trong cuộc "bầu cử nữ diễn viên phim khiêu dâm SEXY đang hoạt động" 2021 của Asahi Geino. Tháng 8 cùng năm, cô xếp thứ 15 trong "Bảng xếp hạng FLASH 2021 diễn viên nữ gợi cảm chọn bởi 300 độc giả".
Tháng 9/2021, cô được chỉ định làm nữ diễn viên đại diện cho chiến dịch Triple HAPPY 2021.
1/9/2022, cô thông báo trên Twitter rằng sẽ rời công ty All Pro vào ngày 25 cùng tháng và tạm dừng các hoạt động khiêu dâm. Cô vẫn sẽ tiếp tục các hoạt động khác dưới tên Hasumi Kurea.

## Đời tư
Cô thích các cuộc vận động bằng tem và đã sưu tầm 77 tem tàu của Công ty Đường sắt Đông Nhật Bản (JR Đông). Năm 2016, tại cuộc vận động bằng tem Ultraman của JR Đông, người ta nói rằng cô là người retweet lại bài nhiều nhất trong số các tweet của người nổi tiếng tham gia chiến dịch.
Cô có một người bạn là Ōtani Shōko thuộc cùng công ty chủ quản và cô đã biết đến Shōko trước khi tham gia ngành phim khiêu dâm.
Cô tự nhận bản thân là "Do-M thiên nhiên". Cô chọn nghề nữ diễn viên khiêu dâm vì nó có vẻ khó làm.
Cô cũng được biết đến là một người thành thục các tư thế 90 độ (cowgirl), trong số chúng, tư thế cowgirl spider là lắc hông với tốc độ cao và không lắc người ngay cả khi cô chạm núm vú người đàn ông bằng hai tay. Ngoài ra, cô còn đóng vai một giảng viên trong chương trình "Chúc may mắn ngọn lửa tuổi trẻ, diễn viên SOD Morita Tetsuya và Cùng làm một Video gợi cảm" của U-NEXT.